# Faeez Alloush
Faeez Alloush, född 14 mars 1988 i Syrien, är en volleybollspelare (vänsterspiker). Han har spelat för Syriens herrlandslag i volleyboll, men flydde 2015 landet. I Sverige har han spelat för Falkenbergs VBK (2015-2018 och 2020-), Lunds VK (2018-2020) och Örkelljunga VK (2020?).. I Lund var han även spelande tränare.